# Wiener Moderne
Wiener Moderne betegner et tidsrum fra omkring 1890 til 1910. I denne periode har kulturen i Wien haft stor indflydelse på resten af Europa både hvad angår filosofi, litteratur, musik, kunst, design og arkitektur.

## Særtræk
Specielt på Ringstraße i Wien ligger en række bygninger, hvis arkitektur går ind under betegnelsen.
| Kultur | Spire Denne artikel om kultur er en spire som bør udbygges. Du er velkommen til at hjælpe Wikipedia ved at udvide den. |